# Witalij Kuzniecow (filozof)
Witalij Nikołajewicz Kuzniecow (ros. Вита́лий Никола́евич Кузнецо́в; ur. 16 sierpnia 1932 w Moskwie, zm. 30 maja 2011 tamże) – radziecki, następnie rosyjski historyk filozofii, doktor nauk filozoficznych (1974), uhonorowany tytułem „Zasłużony Profesor Uniwersytetu Moskiewskiego”.

## Życiorys
W 1955 roku z wyróżnieniem ukończył studia na Wydziale Filozofii Moskiewskiego Uniwersytetu Państwowego im. M.W. Łomonosowa, po czym kontynuował naukę na studiach aspiranckich w Moskiewskim Instytucie Pedagogicznym obwodu moskiewskiego, gdzie obronił pracę kandydacką pt. „Światopogląd Voltaire’a” (ros. Мировоззрение Вольтера). Habilitował się na podstawie pracy Egzystencjalizm Jean-Paula Sartre’a. Napisał podręcznik akademicki Niemiecka Filozofia Klasyczna. Pochowany na Cmentarzu Dołgoprudnieńskim.

## Wybrane publikacje
- Кузнецов В. Н. Французский материализм XVIII века. — М.: Мысль, 1981. — 303 с. — 28 000 экз.